# Ehud Avriel

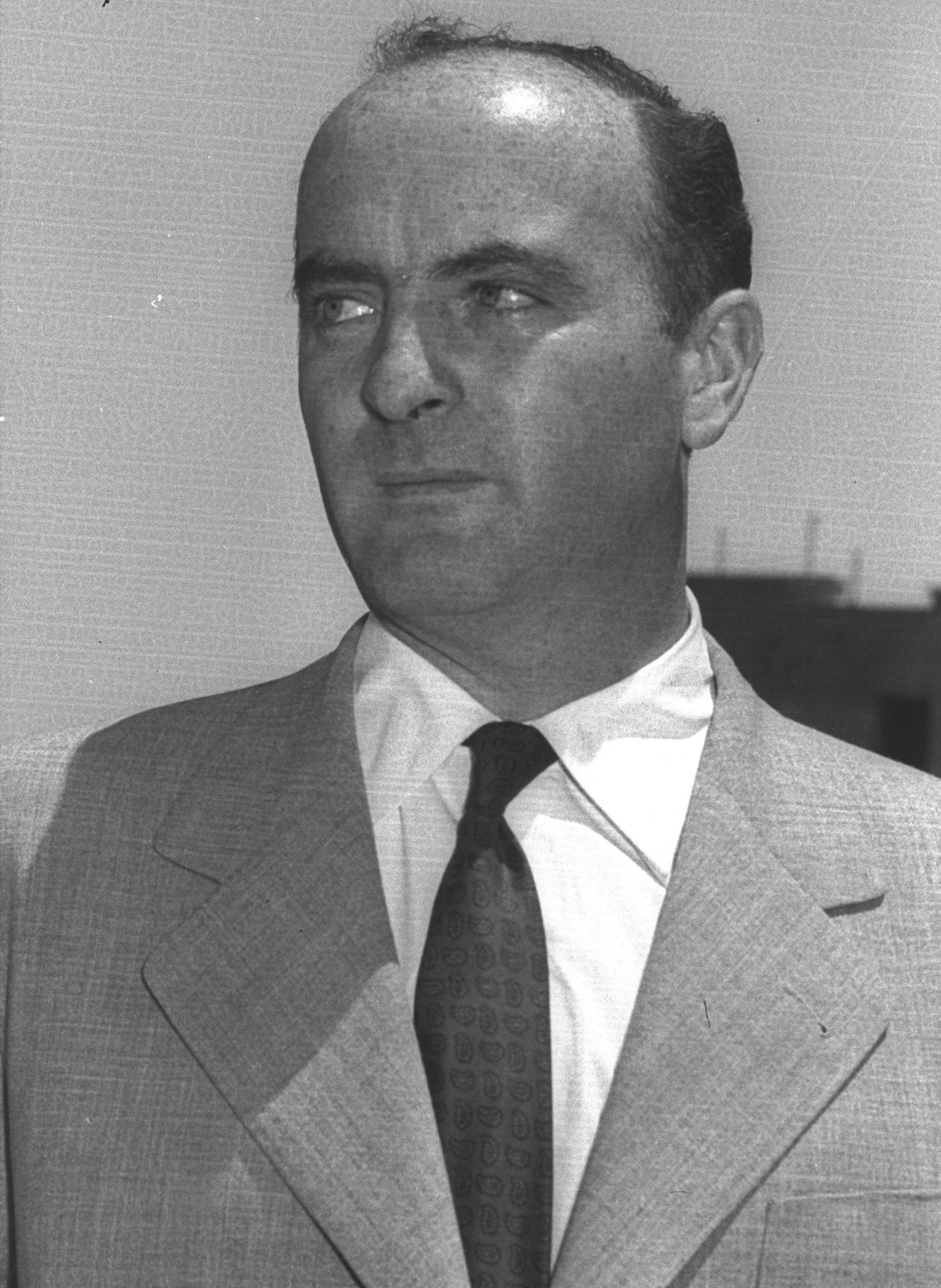
Ehud Avriel (1955)

Ehud Avriel (hebräisch אהוד אבריאל; geboren 19. Oktober 1917 als Georg Überall in Wien, Österreich-Ungarn; gestorben 27. August 1980 in Tel Aviv) war ein israelischer Diplomat und Politiker (Mapai).

## Leben
Georg Überall war ein Sohn des Fabrikanten Israel Uiberall und der Helene Segel, er hatte zwei Geschwister. wuchs in Wien auf und besuchte das Gymnasium. Er trat in Wien der jüdischen Jugendbewegung Blau-Weiß bei. Dort engagierte er sich für die Alija und wurde von 1938 bis 1940 Büroleiter der Kinder- und Jugend-Alijah, bis er selbst im Jahr 1940 nach Palästina auswanderte. Dort trat er der Hagana bei und engagierte sich während des Zweiten Weltkriegs weiter für die Rettung von europäischen Juden. Dazu war er von 1943 bis 1944 im Rettungskomitee in Istanbul tätig, ein Kollege in Istanbul war Teddy Kollek.
Nach Kriegsende war er eine der wichtigen Personen der Alija Bet und gründete gemeinsam mit anderen eingewanderten Juden aus Deutschland, Österreich und der Tschechoslowakei im November 1946 den Kibbuz Neot Mordechai.
Avriel war ab 1948 der bevollmächtigte Gesandte Israels in der Tschechoslowakei und in Ungarn, ab 1950 in Rumänien.
Anfang 1948 wurde Avriel von David Ben Gurion mit dem Waffenkauf in Europa beauftragt. Nach vergeblichen Einkaufsbemühungen auf dem Schwarzmarkt trat er durch die Vermittlung von Adam-Robert Avramowitsch in direkte Verhandlungen mit der Waffenfabrik Zbrojovka in Brünn. Avriel beschaffte Waffen und militärische Ausrüstung im Wert von 750.000 Dollar, organisierte den Transport in die jugoslawische Hafenstadt Šibenik sowie die Nora für den Transport der Waffen nach Erez Israel.
Am 15. August 1955 zog er für die Arbeiterpartei Mapai in die 3. Knesset ein, wo er bis zu seinem Ausscheiden am 31. Juli 1957 Mitglied im Bildungs- und Kulturausschuss sowie Auswärtigen- und Verteidigungsausschuss war. Danach war er bis 1960 Botschafter Israels in Ghana, Kongo und Liberia. 1961 wechselte er in das israelische Außenministerium und war bis 1965 stellvertretender Generaldirektor. Von 1965 bis 1968 war er Israelischer Botschafter in Italien. 1968 wurde er zum Vorsitzenden des Zionistischen Exekutivkomitees gewählt. Ab 1974 war Avriel Generalkonsul in Chicago, ab 1977 Botschafter für Sonderangelegenheiten. Im Jahr 1979 zog sich Avriel aus der Politik zurück.

## Publikationen
- Open the Gates! The dramatic personal story of „illegal“ immigration to Israel (1976)